# 苏霍多尔河
苏霍多尔河（俄语：Река Суходол），前称干沟子河（俄语：Река Кангауз），满语称法林河（满语：Falin Bira），是滨海边疆区什科托沃區的河流，源起大沃罗别伊山脉图曼纳亚山，长45公里，流域面积617平方公里，在列奇察村注入乌苏里湾。1972年更为现名。

## 引用
1. ↑   (地图).
2. ↑  А·П·穆拉诺夫. . 列宁格勒: 气象出版社. 1966 （俄语）.
3. ↑  . 列宁格勒: 气象出版社 （俄语）.
4. ↑  Т·А·基谢尔科瓦娅. . 列宁格勒: 气象出版社. 1977 （俄语）.
5. ↑  . primpogoda.ru.   [2018-12-18]. （原始内容存档于2024-01-04） （俄语）.
6. ↑   (PDF). www.vladcity.com. （原始内容 (PDF)存档于2011-07-17）.